# Jacopo Èt
Jacopo Èt, pseudonimo di Jacopo Angelo Ettorre (Forlì, 28 gennaio 1990), è un paroliere, compositore e cantautore italiano.
Nel corso della sua carriera ha scritto brani per numerosi artisti del panorama mainstream italiano tra cui Elodie,  Max Pezzali, Benji & Fede, Giorgia, Ghali, Annalisa, Emma, Laura Pausini, Madame, Tedua, Club Dogo e Mahmood. Nel 2021 ha anche pubblicato un suo album solista, dal titolo Siamo sicuri di essere giovani?, con l'etichetta bolognese Garrincha Dischi.
È autore di singoli di successo come Dove e quando, Movimento lento, Tropicana, Tribale, Pare, Due, Furore, Mezzo mondo, Tuta gold, Black Nirvana, Malavita, Ra ta ta e Paprika.

## Biografia
Cresciuto a Bologna in una famiglia di musicisti originaria di Amendolara (il padre Ciro è chitarrista e lo zio, Giuseppe, è primo contrabbasso della Filarmonica della Scala), da bambino studia musica classica (violino e chitarra), ma all'età di 11 anni abbandona gli studi musicali, poi ripresi solo in età adulta. Si approccia nuovamente alla musica alle scuole medie con alcune piccole produzioni e nel 2004 inizia a scrivere le prime rime, arrivando nel 2006, insieme ad altri ragazzi militanti nella scena hip hop bolognese, a fondare il collettivo Arena 051 di Bologna, ospitato inizialmente nel centro sociale Teatro Polivalente Occupato (TPO). All'età di 18 anni inizia a scrivere brani di musica leggera, arrivando nel 2013 a chiudere un accordo con EMI Music che però non porterà a nessuna pubblicazione.
A settembre 2013 frequenta il King’s College di Londra e nel 2014 si laurea in giurisprudenza all’università Alma Mater di Bologna; appena laureato, a dicembre 2014, inizia a lavorare nel dipartimento legale di Google e successivamente nello studio legale internazionale Hogan Lovells, dove si occupa di diritto delle nuove tecnologie.
Mentre lavora come legale, grazie ad alcuni brani presentati qualche anno prima ad Emi Music e mai pubblicati, viene chiamato a provare a collaborare come autore a 20:05, il primo disco di Benji & Fede. Firma Lunedì, Il singolo che lancia il disco, e il brano viene certificato disco d'oro. All’interno dell’album firma anche Lettera, anch’esso certificato disco d’oro, e altri tre brani. Lavora con Benji & Fede anche al disco 0+, firmando due brani e con Giusy Ferreri firmando il brano È finita l’estate contenuto all’interno dell’album Girotondo. Grazie a queste prime collaborazioni, nel 2017 firma il suo primo contratto editoriale major con Sony/ATV Music Publishing.
Negli anni successivi nascono nuove canzoni e nel 2019 partecipa per la prima volta come autore al Festival di Sanremo, con il brano Senza farlo apposta di Shade e Federica Carta. L’estate di quell’anno firma Dove e quando, uno dei tormentoni dell'estate 2019. Partecipa nuovamente al Festival di Sanremo come autore nel 2020, firmando No grazie di Junior Cally e anche nel 2021 firmando Cuore amaro di Gaia e Combat pop de Lo Stato Sociale. A luglio 2021 firma con Universal Music Publishing e qualche mese dopo pubblica il suo primo album solista, Siamo sicuri di essere giovani? con l’etichetta bolognese Garrincha Dischi. Partecipa nuovamente come autore al Festival di Sanremo nel 2023, firmando Due di Elodie e Furore di Paola & Chiara e anche all’edizione 2024 con i brani Tuta gold di Mahmood, Fino a qui di Alessandra Amoroso, Il cielo non ci vuole di Fred De Palma e Governo punk dei Bnkr44.

## Discografia

### Album in studio
- 2021 – Siamo sicuri di essere giovani?
- 2025 – Sammy, Cabiria, etc. etc.

### Singoli
- 2020 – La vecchia guardia (feat. Jake La Furia)
- 2021 – Gli racconteremo (feat. Lo Stato Sociale)
- 2021 – Bellissima
- 2022 – Vengo dalla pioggia

### Collaborazioni
- 2020 – Samuel Heron feat. Jacopo Et - Zanzare
- 2022 – Junior Cally feat. Jacopo Et - Romanzo e criminalità

## Brani scritti per altri artisti (parziale)
| Anno | Titolo                                    | Interpreti                                                  |
| ---- | ----------------------------------------- | ----------------------------------------------------------- |
| 2015 | Lunedì                                    | Benji & Fede                                                |
| 2015 | Lettera                                   | Benji & Fede                                                |
| 2016 | Forme geometriche                         | Benji & Fede feat. Jasmine Thompson                         |
| 2016 | È finita l'estate                         | Giusy Ferreri                                               |
| 2017 | Dimenticherai                             | Annalisa                                                    |
| 2018 | Tutto per me                              | Michele Merlo                                               |
| 2018 | Amore a prima insta                       | Shade                                                       |
| 2019 | Senza farlo apposta                       | Shade e Federica Carta                                      |
| 2019 | Amnesia                                   | Fedez                                                       |
| 2019 | Sex on the Beach                          | Dark Polo Gang                                              |
| 2019 | La somma                                  | Mr. Rain feat. Martina Attili                               |
| 2019 | Dove e quando                             | Benji & Fede                                                |
| 2019 | Fuerte                                    | Elettra Lamborghini                                         |
| 2019 | 6 del mattino                             | Jake La Furia feat. Brancar                                 |
| 2019 | Tu che ne sai                             | Naska feat. Zoda                                            |
| 2020 | Ogni volta                                | Benji & Fede                                                |
| 2020 | Follia del mattino                        | Vegas Jones                                                 |
| 2020 | Come fa?                                  | Clementino feat. MadMan                                     |
| 2020 | Tutta d'un fiato (fino al fischio finale) | Cristina D'Avena                                            |
| 2020 | No grazie                                 | Junior Cally                                                |
| 2020 | Mondo sommerso                            | Lowlow feat. Holden                                         |
| 2020 | Houseparty                                | Annalisa                                                    |
| 2020 | Bella così                                | Chadia Rodríguez feat. Federica Carta                       |
| 2020 | Portofino                                 | Il Pagante                                                  |
| 2020 | Sangria                                   | Emma Muscat feat. Astol                                     |
| 2020 | D'oro                                     | Annalisa                                                    |
| 2020 | Qualcosa di nuovo                         | Max Pezzali                                                 |
| 2021 | Lontano da me                             | Emis Killa e Jake La Furia                                  |
| 2021 | Medaglia                                  | Emis Killa e Jake La Furia                                  |
| 2021 | Sesso, droga e lavorare                   | Lo Stato Sociale                                            |
| 2021 | Cuore amaro                               | Gaia                                                        |
| 2021 | Combat pop                                | Lo Stato Sociale                                            |
| 2021 | Movimento lento                           | Annalisa feat. Federico Rossi                               |
| 2021 | Luna                                      | Madame feat. Gaia                                           |
| 2021 | Cambi colore al cielo                     | Sottotono                                                   |
| 2021 | Open Bar                                  | Il Pagante                                                  |
| 2021 | Meglio di sera                            | Emma Muscat feat. Alvaro De Luna e Astol                    |
| 2021 | Non è mai troppo tardi                    | Federico Rossi                                              |
| 2021 | Niente di te                              | Fred De Palma                                               |
| 2021 | Non dire una parola                       | Baby K feat. Álvaro Soler                                   |
| 2022 | Mosaici                                   | Sick Luke feat. Gaia e Carl Brave                           |
| 2022 | Astronauti                                | Margherita Vicario                                          |
| 2022 | Au revoir                                 | Fred De Palma feat. Rose Villain e Guè                      |
| 2022 | Bandana                                   | LDA                                                         |
| 2022 | Pare                                      | Ghali feat. Madame                                          |
| 2022 | Scandalosa                                | Myss Keta                                                   |
| 2022 | Mezzanotte                                | Ana Mena                                                    |
| 2022 | Tribale                                   | Elodie                                                      |
| 2022 | Tropicana                                 | Boomdabash e Annalisa                                       |
| 2022 | L'amore e la violenza                     | Jake La Furia feat. Paky e 8blevrai                         |
| 2022 | Bolero                                    | Baby K feat. Mika                                           |
| 2022 | Senza niente da dire                      | Jake La Furia feat. Ana Mena                                |
| 2022 | Caramelle da uno sconosciuto              | Jake La Furia                                               |
| 2022 | La cosa giusta                            | Jake La Furia feat. Inoki                                   |
| 2022 | I soldi e la droga                        | Jake La Furia feat. Lazza                                   |
| 2022 | Così non va                               | The Night Skinny feat. Gaia, Rkomi, Bnkr44, Madame ed Elisa |
| 2022 | Ok. Respira                               | Elodie                                                      |
| 2022 | Heaven                                    | Boomdabash feat. Eiffel 65                                  |
| 2023 | Due                                       | Elodie                                                      |
| 2023 | Furore                                    | Paola & Chiara                                              |
| 2023 | Danse la vie                              | Elodie                                                      |
| 2023 | Sì o no                                   | Giorgia                                                     |
| 2023 | Ogni chance che hai                       | Giorgia feat. Gemitaiz                                      |
| 2023 | Claudia                                   | Francesca Michielin                                         |
| 2023 | Mezzo mondo                               | Emma                                                        |
| 2023 | Ave Maria                                 | Margherita Vicario                                          |
| 2023 | Mare caos                                 | Paola & Chiara                                              |
| 2023 | Volgare                                   | Tedua feat. Lazza                                           |
| 2023 | La discoteca italiana                     | Fabio Rovazzi e Orietta Berti                               |
| 2023 | Lambada                                   | Boomdabash feat. Paola & Chiara                             |
| 2023 | Poi si vedrà                              | Raphael Gualazzi                                            |
| 2023 | Glamour                                   | Elodie                                                      |
| 2023 | Elle                                      | Elodie                                                      |
| 2023 | Amore cane                                | Emma feat. Lazza                                            |
| 2023 | Indaco                                    | Emma                                                        |
| 2023 | Carne viva                                | Emma                                                        |
| 2023 | Sentimentale                              | Emma                                                        |
| 2023 | Eppure non è così                         | Laura Pausini                                               |
| 2023 | Flashback                                 | Laura Pausini                                               |
| 2023 | Hall of Fame                              | Artie 5ive e Rondodasosa feat. Rose Villain                 |
| 2024 | Malafede                                  | Club Dogo                                                   |
| 2024 | King of The Jungle                        | Club Dogo                                                   |
| 2024 | Spingere                                  | Il Pagante feat. VillaBanks                                 |
| 2024 | Tuta gold                                 | Mahmood                                                     |
| 2024 | Fino a qui                                | Alessandra Amoroso                                          |
| 2024 | Governo punk                              | Bnkr44                                                      |
| 2024 | Il cielo non ci vuole                     | Fred De Palma                                               |
| 2024 | Filo spinato                              | Gianna Nannini                                              |
| 2024 | Discoteche abbandonate                    | Max Pezzali                                                 |
| 2024 | Malavita                                  | Coma Cose                                                   |
| 2024 | Femme fatale                              | Emma                                                        |
| 2024 | Paprika                                   | Ghali                                                       |
| 2024 | Bestiale                                  | Eiffel 65 feat. Loredana Bertè                              |
| 2024 | Black Nirvana                             | Elodie                                                      |
| 2024 | Love U/Hate U                             | Boomdabash                                                  |
| 2024 | Ghetto Love                               | Icy Subzero feat. Clara                                     |
| 2024 | Ra ta ta                                  | Mahmood                                                     |
| 2024 | Fino all'alba                             | Capo Plaza                                                  |
| 2024 | Il linguaggio del corpo                   | Paola & Chiara feat. BigMama                                |
| 2024 | Buio davanti                              | Lazza                                                       |
| 2024 | Posti vuoti                               | Coma Cose                                                   |
| 2024 | Feeling                                   | Elodie e Tiziano Ferro                                      |
| 2025 | Il ritmo delle cose                       | Rkomi                                                       |
| 2025 | Anema e core                              | Serena Brancale                                             |
| 2025 | Febbre                                    | Clara                                                       |
| 2025 | Amarcord                                  | Sarah Toscano                                               |
| 2025 | Scacciapensieri                           | Franco126                                                   |
| 2025 | Vampiro                                   | Franco126 feat. Ketama126                                   |
| 2025 | Due estranei                              | Franco126 feat. Ketama126                                   |
| 2025 | Mi ami mi odi                             | Elodie                                                      |
| 2025 | Muah                                      | Elodie                                                      |
| 2025 | Una stupida scusa                         | Boomdabash e Loredana Bertè                                 |
| 2025 | Chill                                     | Ghali                                                       |
| 2025 | Non c'è amore                             | Rkomi feat. Lazza                                           |
| 2025 | 10 secondi                                | Rkomi feat. Nayt                                            |
| 2025 | Senza te                                  | Coez                                                        |
| 2025 | Io non sarei                              | Alessandra Amoroso                                          |
| 2025 | Oh ma                                     | Rocco Hunt e Noemi                                          |